# Kegeliella atropilosa
Kegeliella atropilosa är en orkidéart som beskrevs av Louis Otho Otto Williams och Alfonse Henry Heller. Kegeliella atropilosa ingår i släktet Kegeliella och familjen orkidéer. Inga underarter finns listade i Catalogue of Life.